# Wolfgang Lorenz (Philosoph)
John Wolfgang Lorenz (* 16. August 1931 in Annaberg) ist ein deutscher marxistischer Philosoph. Er war Professor für Marxismus-Leninismus an der Karl-Marx-Universität Leipzig und ist ein erzgebirgischer Heimatforscher.

## Leben
Wolfgang Lorenz besuchte von 1938 bis 1946 die Volksschule in seiner Heimatstadt Annaberg. Von 1946 bis 1949 absolvierte er eine Lehre zum Maschinenschlosser im VEB IKA (Installation, Kabel u. Apparate) Annaberg, wo er danach noch ein Jahr als solcher tätig war. 1950 wurde er Schulaktivleiter an der Berufsschule Annaberg, 1951 Hilfsredakteur in der Kreisredaktion Annaberg der Tageszeitung „Volksstimme“ Karl-Marx-Stadt.
Sein Abitur legte er 1956 nach dreijährigem Studium an der Arbeiter-und-Bauern-Fakultät Leipzig ab. Von 1956 bis 1960 studierte Lorenz an der Karl-Marx-Universität Leipzig Philosophie. Anschließend war er bis 1965 als wissenschaftlicher Assistent in der Abteilung Marxismus-Leninismus der Wirtschaftswissenschaftlichen Fakultät und danach bis 1969 wissenschaftlicher Oberassistent seiner nunmehr der Philologischen Fakultät angeschlossenen Abteilung der Leipziger Universität. Er promovierte 1966 mit der Arbeit „Zu einigen Fragen des Zusammenhangs von Sprache und Gesellschaft – eine kritische Auseinandersetzung mit Leo Weisgerber“ an der Universität Leipzig zum Dr. phil. Von 1969 bis 1972 war als er Dozent für Dialektischen und Historischen Materialismus an der Universität Leipzig und von 1972 bis 1975 an der Bergakademie Freiberg tätig. 1975 legte er zum Thema „Zum Verhältnis von Abbild und Bedeutung: Überlegungen im Grenzfeld zwischen Erkenntnistheorie und Semantik“ in einer Gemeinschaftsarbeit mit Gerd Wotjak an der Universität Leipzig seine Dissertation  vor, mit der er den Grad Dr. sc. phil. erlangte. 1977 wurde er zum ordentlichen Professor für Dialektischen und Historischen Materialismus berufen. Von 1977 bis 1979 war Lorenz stellvertretender Direktor für Erziehung und Ausbildung und von 1981 bis 1983 stellvertretender Direktor für Forschung der Sektion Marxismus-Leninismus der Karl-Marx-Universität. Er war 1979/80 Gastprofessor an der Ecole Superieure du Parti Congolais du Travail in Brazzaville (Kongo) und 1988 an der Volksuniversität Peking. Von 1986 bis 1989 gehörte er dem Wissenschaftlichen Rat der Karl-Marx-Universität an.
Nachdem nach der Wende 1990 der Beschluss gefasst wurde, dass alle Institute für Marxismus-Leninismus aufgelöst werden sollen, erhielt er zunächst 1990/91 an der Sektion Kultur- und Kunstwissenschaften der Karl-Marx-Universität Leipzig einen Lehrauftrag für Genealogie und Heraldik. Im Oktober 1991 wurde Lorenz in den vorzeitigen Ruhestand versetzt. Er betätigt sich seitdem als freischaffender Publizist. Seit 1995 befindet er sich im Altersruhestand. Er lebt gemeinsam mit seiner Frau seit 1991 wieder in Annaberg-Buchholz.
Der Heimatforscher Erich Lorenz war sein Onkel.

## Heimatforschung
Als Heimatforscher und Genealoge hat sich Lorenz auf den erzgebirgischen Raum rund um Annaberg-Buchholz spezialisiert. Ein besonderes Augenmerk liegt auf einer quellenkritischen Adam-Ries-Forschung und der Annaberger Stadtgeschichte im 16. und 17. Jahrhundert.
Lorenz ist aktives Mitglied verschiedener genealogischer Vereine. 1989–1990 war er Vorsitzender der Arbeitsgruppe Genealogie Leipzig und ist heute Ehrenmitglied der daraus hervorgegangenen Leipziger Genealogischen Gesellschaft e. V. Am 3. Oktober 1991 war er Mitbegründer des Adam-Ries-Bundes in Annaberg-Buchholz und bis 2008 stellvertretender Vorsitzender des Vereins, im gleichen Jahr wurde er zum Ehrenmitglied des Vereins ernannt.
Von 1983 bis 1986 war er Redakteur der Hefte Genealogie als historische Soziologie. Er ist Mitherausgeber der Schriftenreihen Quellen zur Orts- und Familiengeschichte des Erzgebirges und Erzgebirgische Genealogien des Adam-Ries-Bundes. Zudem war er bis 2009 Schriftleiter der genealogischen Zeitschrift Familie und Geschichte.

## Ehrungen
- 1972 Pestalozzi-Medaille für treue Dienste (Bronze)
- 1980 Pestalozzi-Medaille für treue Dienste (Silber)
- 1981 Ehrennadel der Karl-Marx-Universität Leipzig
- 1986 Johannes-R.-Becher-Medaille (Bronze)[1]
- 1997 Publikationspreis der Stadt Annaberg-Buchholz[4]
- 2001 Adam-Ries-Sonderpreis des Adam-Ries-Bundes, Ehrenkolloquium anlässlich seines 70. Geburtstags
- 2006 Ehrenmitglied der Leipziger Genealogischen Gesellschaft
- 2008 Ehrenmitglied des Adam-Ries-Bundes
- 2011 Symposium anlässlich seines 80. Geburtstags[4]

## Philosophische Werke
- Zu einigen Fragen des Zusammenhangs von Sprache und Gesellschaft – eine kritische Auseinandersetzung mit Leo Weisgerber. Leipzig 1965, DNB 481431780 (Dissertation A Universität Leipzig, Philosophische Fakultät, 16. Februar 1966, 234 Seiten).
- mit Gerd Wotjak: Zum Verhältnis von Abbild und Bedeutung: Überlegungen im Grenzfeld zwischen Erkenntnistheorie und Semantik. Zwei Bände, Leipzig, 1975, (Dissertation B Universität Leipzig, Sektion Theoretische und Angewandte Sprachwissenschaft, 1975, Band 1: 460 Seiten, Band 2: 217 Seiten).

## Heimatkundliche Werke
- Leben und Wirken des Adam Ries in der Bergstadt Annaberg. In: Sächsische Heimatblätter 31 (1985), 1, S. 5–8.
- Annaberger Familien des 16. Jahrhunderts. 1997
- Die Familie Schnorr (Schnorr von Carolsfeld). 1998
- Adam-Ries-Nachfahrenbuch (mit Georg Gehler), 1998
- Abraham Ries (1563–1630). 1999
- Die Röhling aus Geyer. 2001
- Die Nachfahren der Barbara Uthmann. 2004
- Wie die Familie Ries die Riesenburg verlor. 2005
- mit Bernd Rüdiger: Quellen zum Leben und Wirken Adam Ries und seiner Söhne. (= Quellen zu Adam Ries, Band 1), Adam-Ries-Bund, Annaberg-Buchholz 2009, ISBN 978-3-930430-87-1.